# Ariarne Titmus
Ariarne Titmus, född 7 september 2000, är en australisk simmare.

## Karriär
Titmus tog guld på 400 meter frisim vid olympiska sommarspelen 2020 i Tokyo. Därefter tog hon guld på 200 meter frisim och satte ett nytt olympiskt rekord med tiden 1.53,50. På 800 meter frisim tog Titmus därefter silver och satte ett nytt oceaniskt rekord med tiden 8.13,83. Titmus tog även brons tillsammans med Emma McKeon, Madison Wilson och Leah Neale på 4×200 meter frisim.
I maj 2022 vid de australiska mästerskapen i Adelaide satte Titmus ett nytt världsrekord på 400 meter frisim på tiden 3.56,40, en sänkning med sex hundradelar från Katie Ledeckys tidigare rekordtid.
Vid olympiska sommarspelen 2024 i Paris försvarade Titmus sitt guld på 400 meter frisim. Hon var även med i laget som vann guld på 4x200 meter frisim samt vann två silvermedaljer på 200 meter frisim och 800 meter frisim.